# Twierdzenie Kirszbrauna
Twierdzenie Kirszbrauna – twierdzenie o rozszerzaniu funkcji lipchitzowskich na przestrzeniach Hilberta, udowodnione przez polskiego matematyka, Mojżesza D. Kirszbrauna w jego pracy magisterskiej obronionej w Warszawie w 1930. Poszerzona wersja jego pracy magisterskiej została opublikowana w „Fundamenta Mathematicae”. Kirszbraun udowodnił przedstawione niżej twierdzenie dla odwzorowań spełniających warunek Lipschitza, które działają pomiędzy przestrzeniami euklidesowymi. Przedstawiony niżej przypadek ogólny dla przestrzeni Hilberta pochodzi od Valentine’a.

## Twierdzenie
Niech {\displaystyle H} i {\displaystyle K} będą rzeczywistymi przestrzeniami Hilberta oraz niech {\displaystyle U\subseteq H} będzie niepustym zbiorem. Każda funkcja {\displaystyle f\colon U\to K,} spełniająca warunek Lipschitza ze stałą {\displaystyle L} może być przedłużona do funkcji {\displaystyle F\colon H\to K,} która również spełnia warunek Lipschitza z tą samą stałą.

## Wersja twierdzenia w przypadku gdy przeciwdziedziną są liczby rzeczywiste
W przypadku, gdy {\displaystyle (X,d)} jest dowolną przestrzenią metryczną, a {\displaystyle U\subseteq X} jest niepustym podzbiorem, każdą funkcję {\displaystyle f\colon U\to \mathbb {R} ,} spełniająca warunek Lipschitza ze stałą {\displaystyle L} można przedłużyć do funkcji {\displaystyle F\colon X\to \mathbb {R} ,} która również spełnia warunek Lipschitza z tą samą stałą. Istotnie, funkcja dana wzorem
{\displaystyle F(x)=\inf _{y\in U}\{f(y)+L\cdot d(x,y)\}\quad (x\in X)}
jest takim właśnie przedłużeniem.

## Uogólnienia
Lang i Schroeder rozszerzyli twierdzenie Kirszbrauna na przestrzenie metryczne spełniające górne bądź dolne ograniczenia krzywizny w sensie Aleksandrowa.